# Robert C. O'Brien
Pour les articles homonymes, voir O'Brien.
Ne doit pas être confondu avec Robert C. O'Brien, le romancier américain
Robert Charles O'Brien, Jr., né le 18 juin 1966 à Los Angeles, est un juriste américain. Membre du Parti républicain, il est conseiller à la sécurité nationale du 18 septembre 2019 au 20 janvier 2021 sous la présidence de Donald Trump.

## Biographie
Diplômé de l'université de Californie à Berkeley (Berkeley Law) et de l'université de Californie à Los Angeles (UCLA), O'Bien est nommé en septembre 2019 pour remplacer John R. Bolton comme conseiller à la sécurité nationale par le président Trump.
Considéré comme un « faucon », il propose d'exploiter la pandémie de coronavirus de 2020 afin d'attaquer l'Iran et ses alliés, selon The New York Times : « Certains hauts fonctionnaires, dont le secrétaire d'État Mike Pompeo et Robert C. O'Brien, le conseiller à la sécurité nationale, ont fait pression pour une nouvelle action agressive contre l'Iran et ses forces mandataires – et voient une opportunité d'essayer de détruire les milices soutenues par l'Iran en Irak, alors que les dirigeants iraniens sont distraits par la crise pandémique dans leur pays ».